# Biserica de lemn din Poienari

Biserica de lemn din Poienari, Arad, 1926

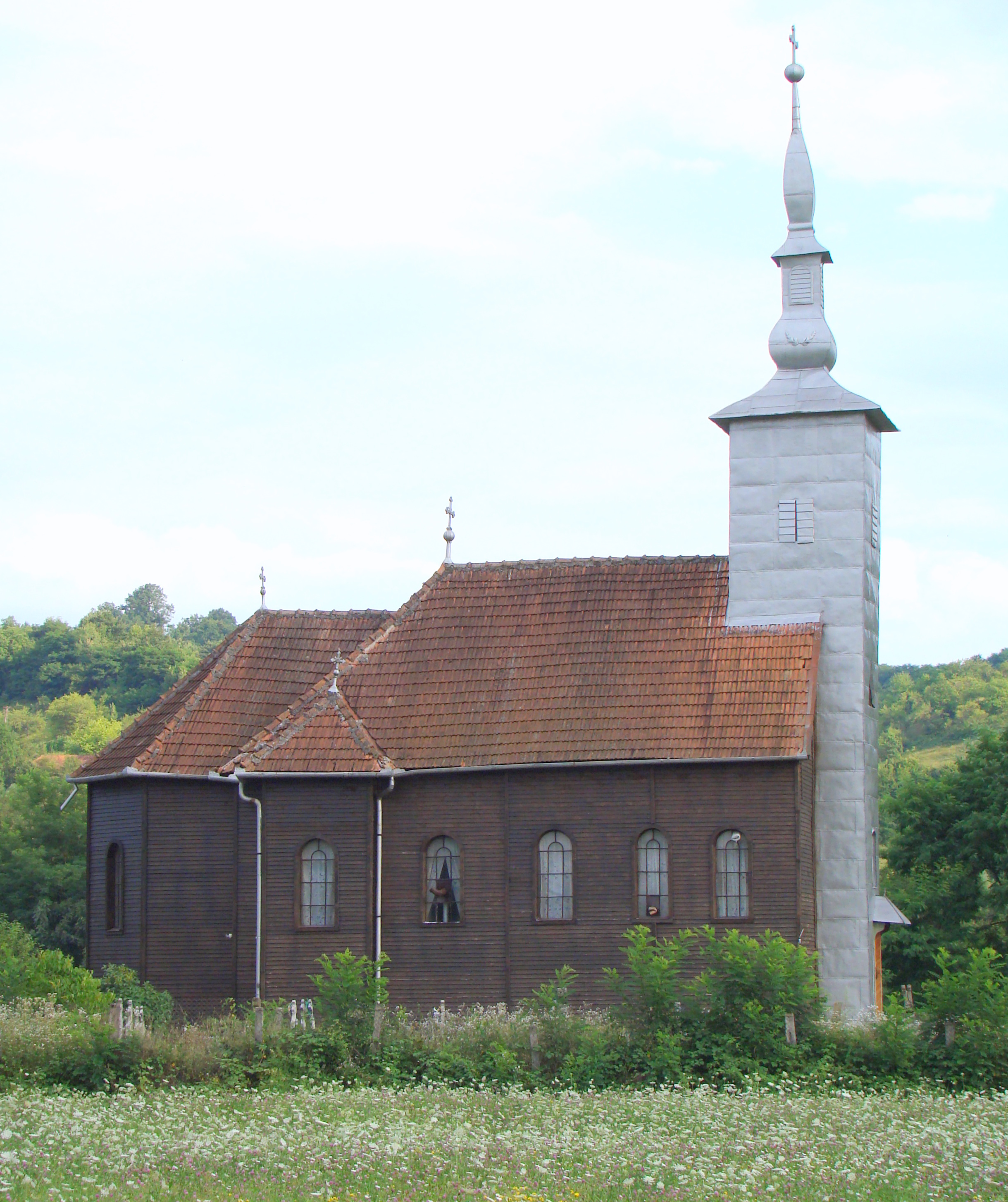
Biserica de lemn „Sf.Nicolae” din Poienari, foto: iulie 2009

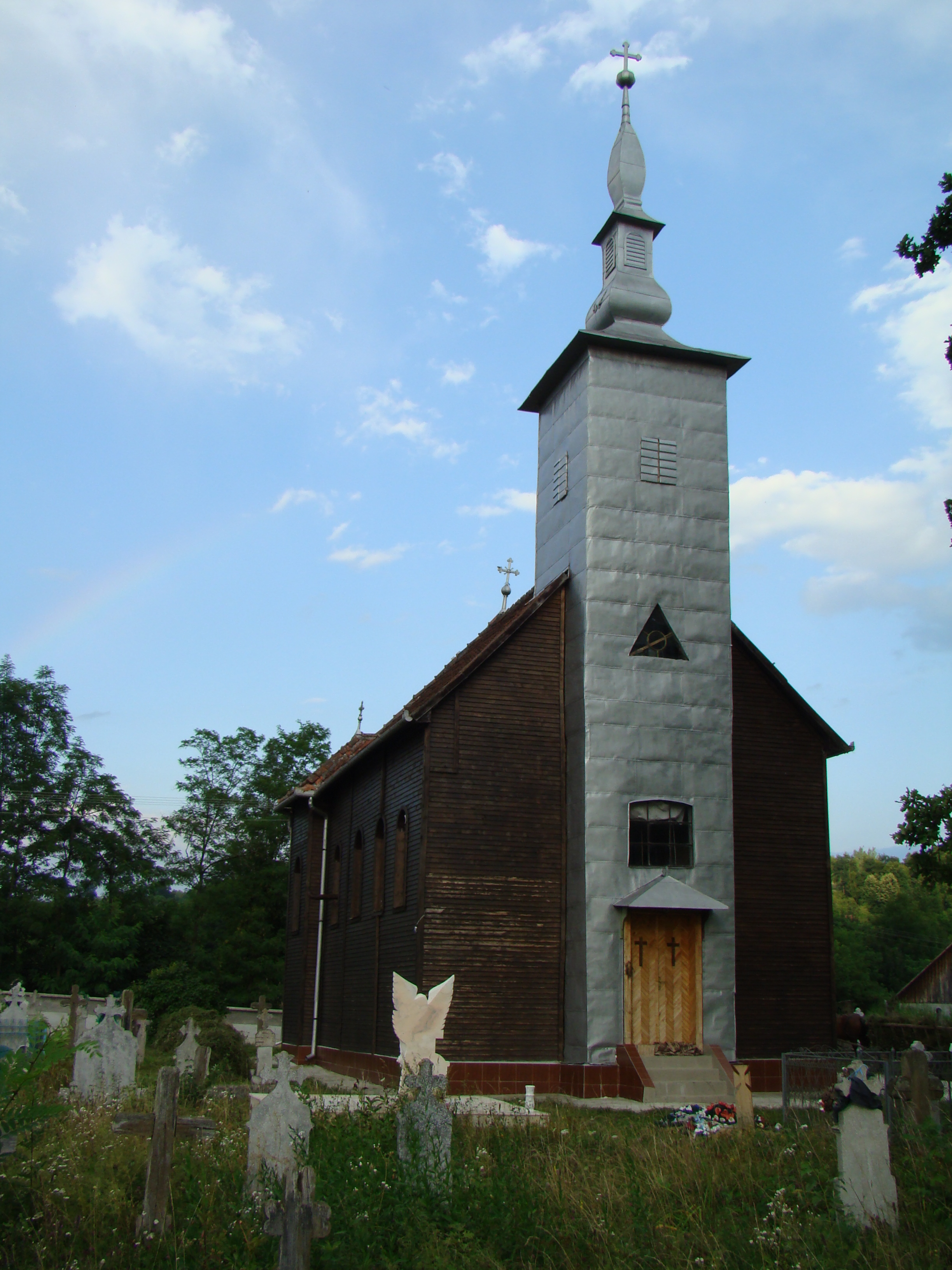

Biserica de lemn din Poienari, comuna Hălmagiu, județul Arad a fost folosită până în anul 1928 cand a început construirea unei alte biserici de lemn și avea hramul Sfântul Nicolae.

## Galerie de imagini

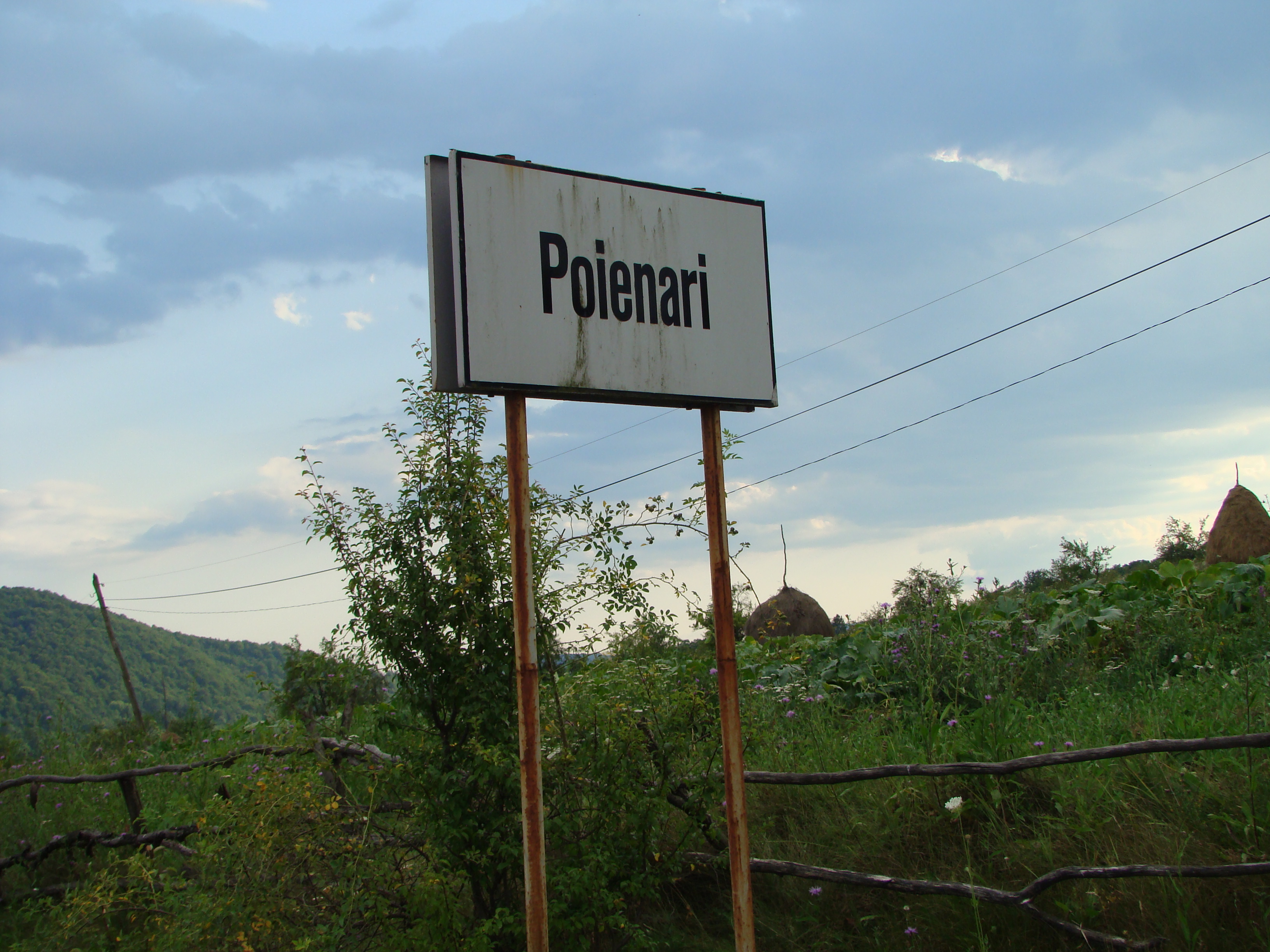
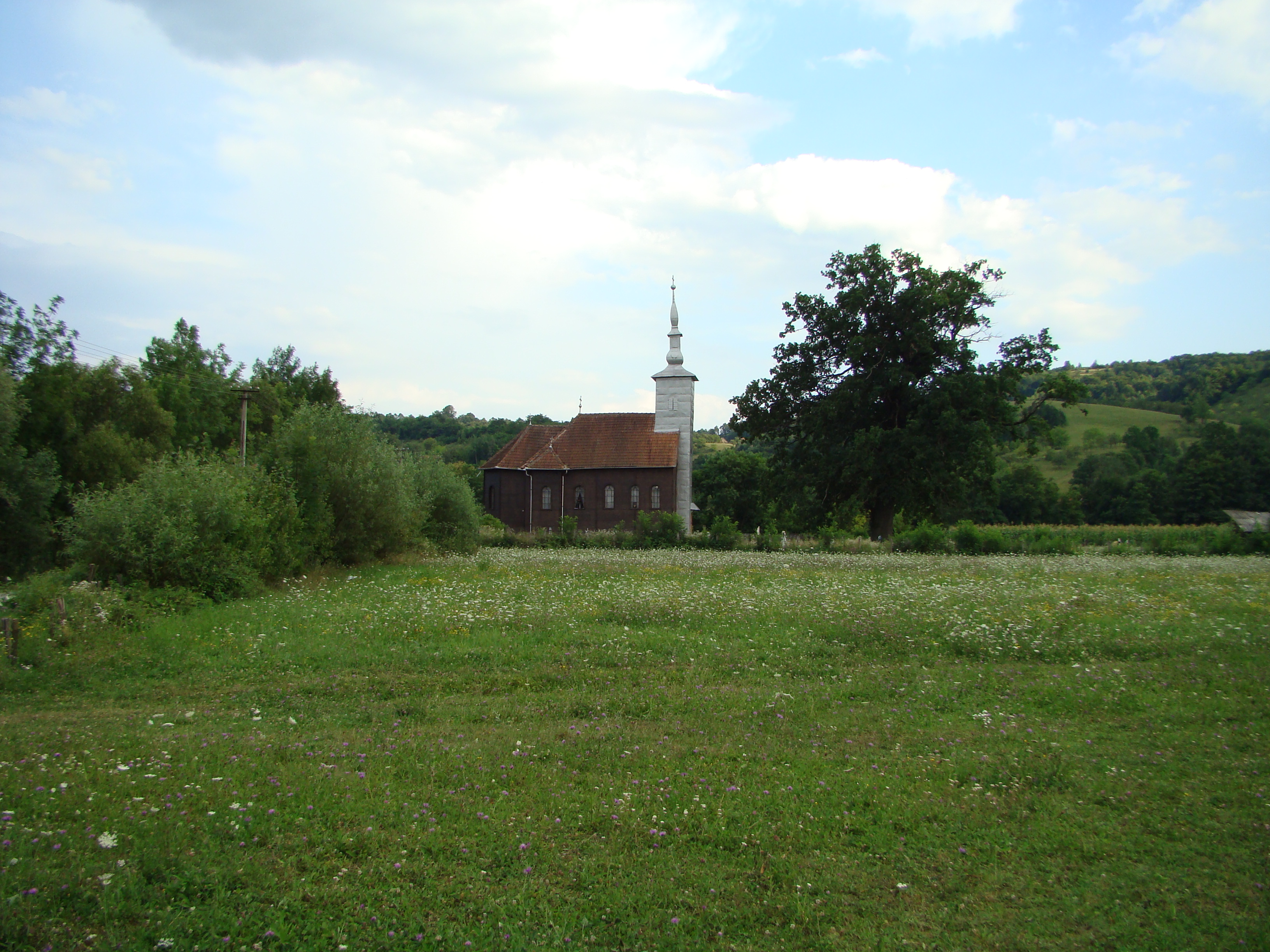
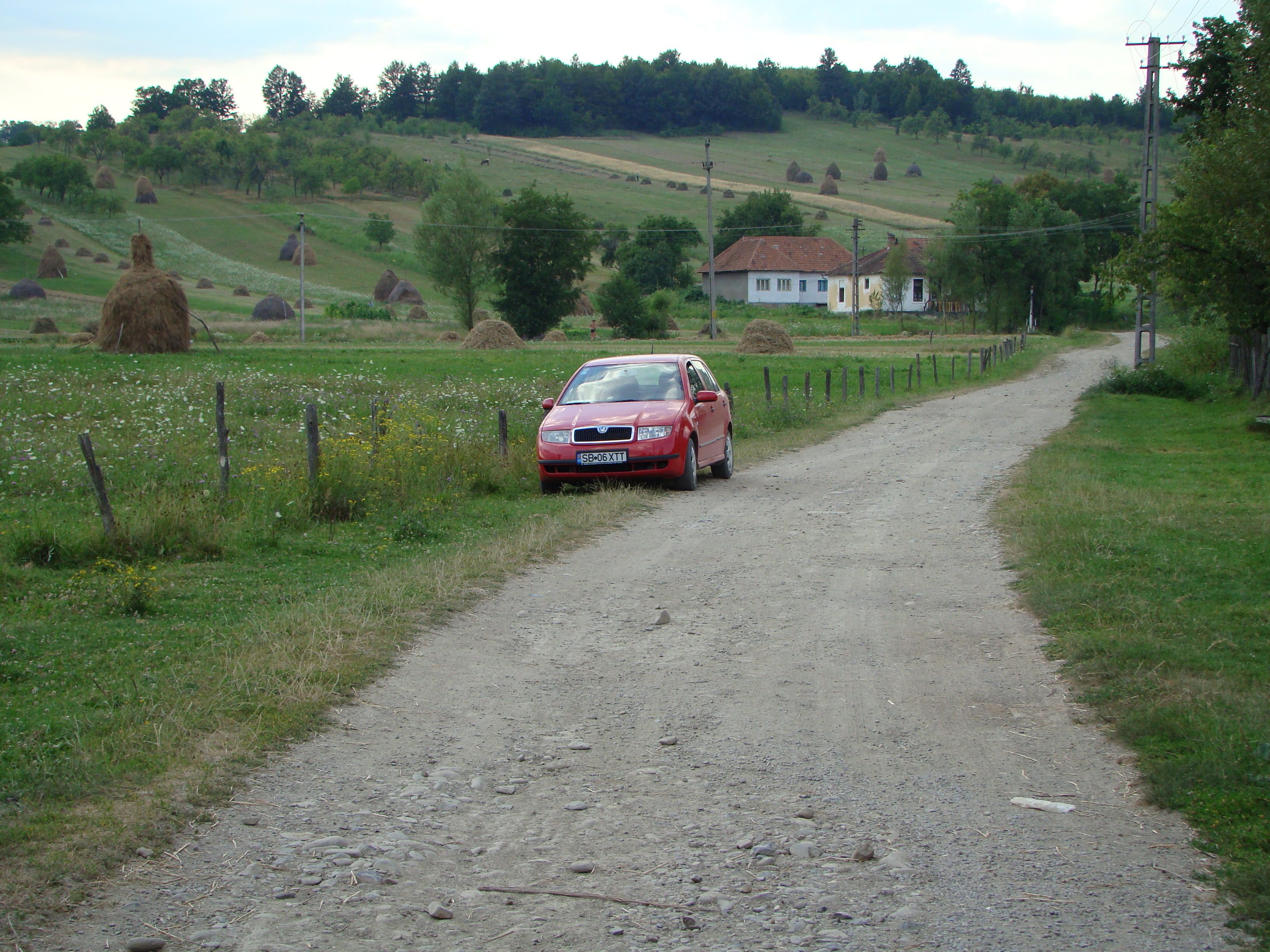
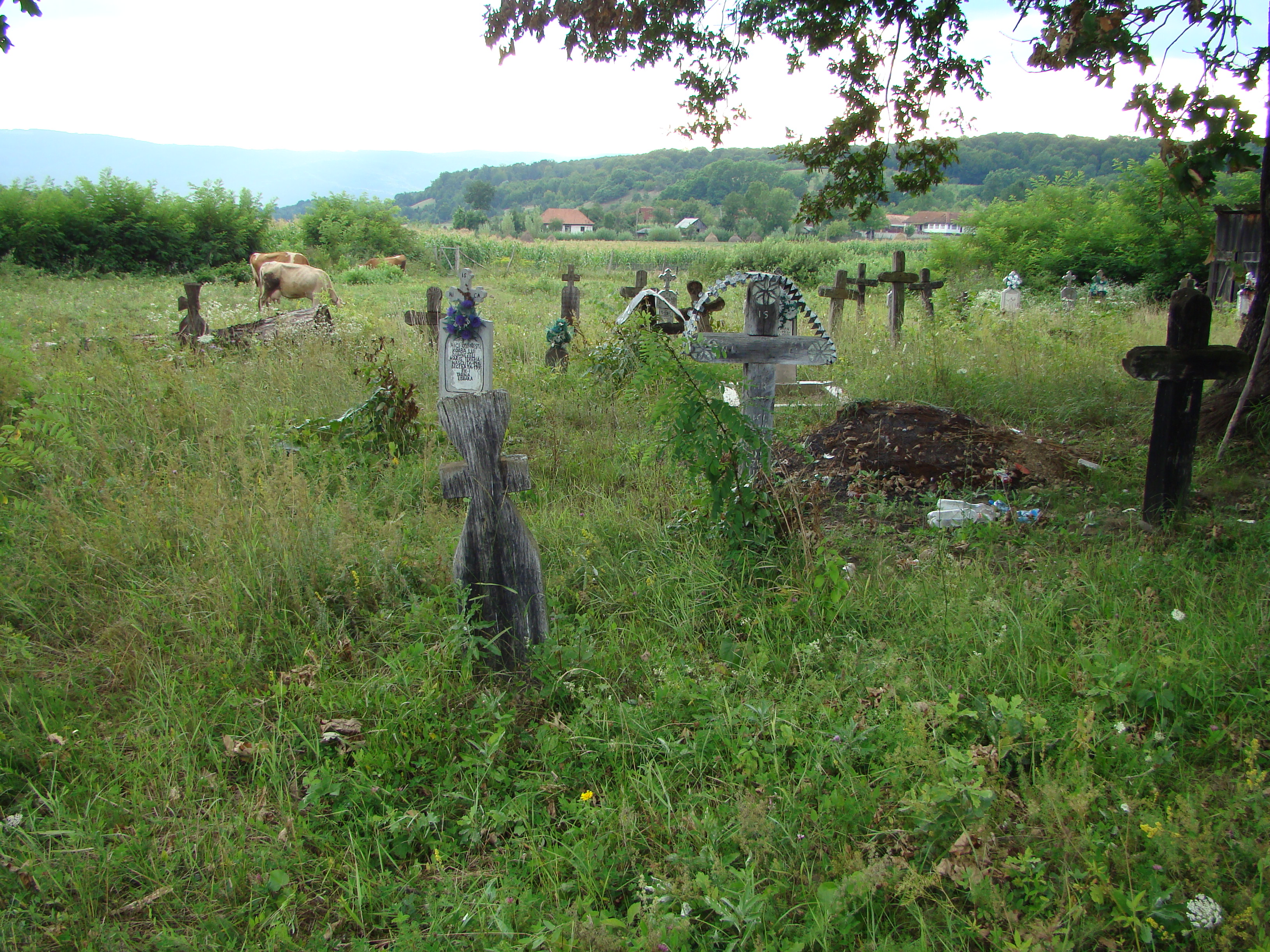
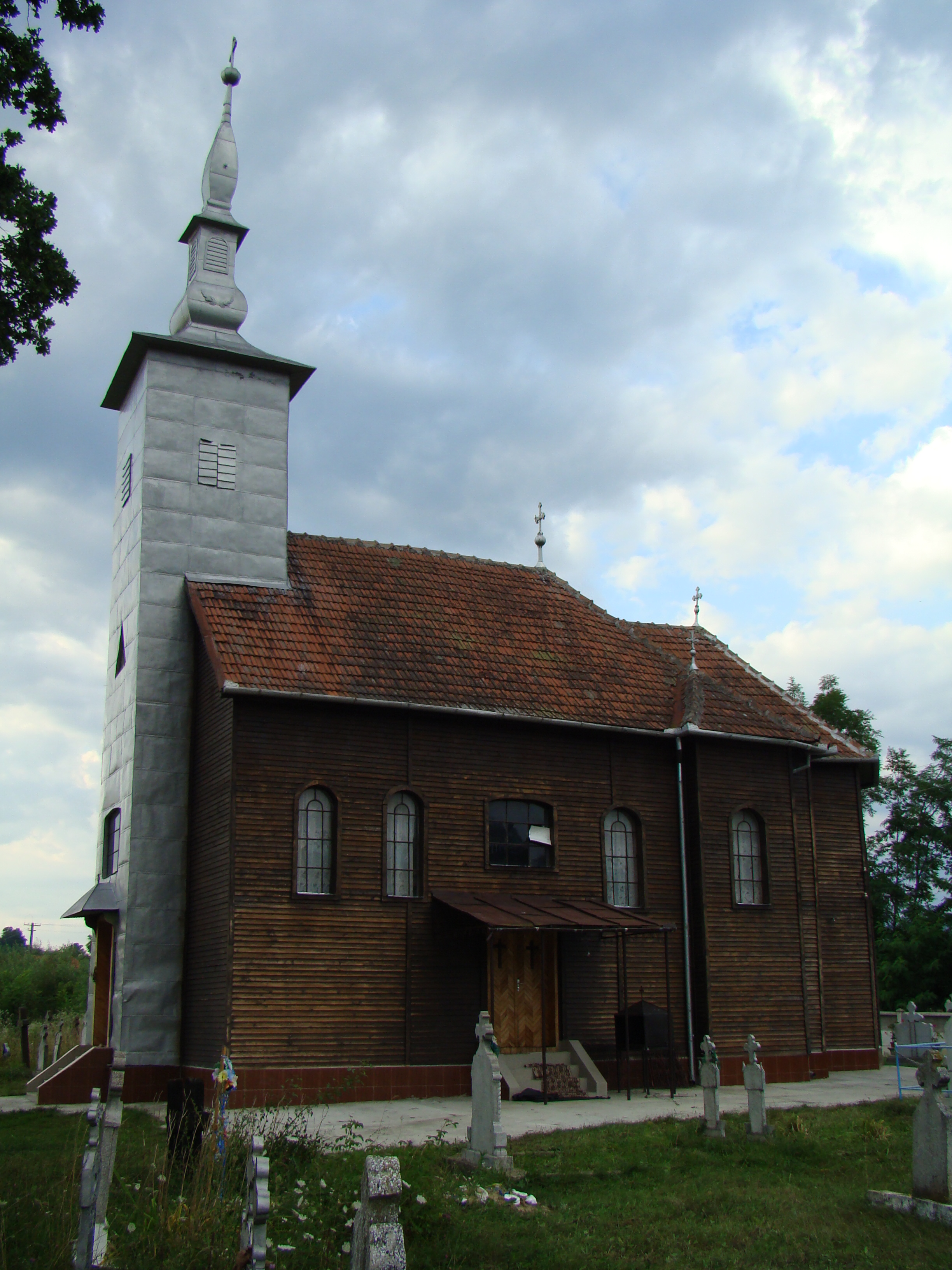
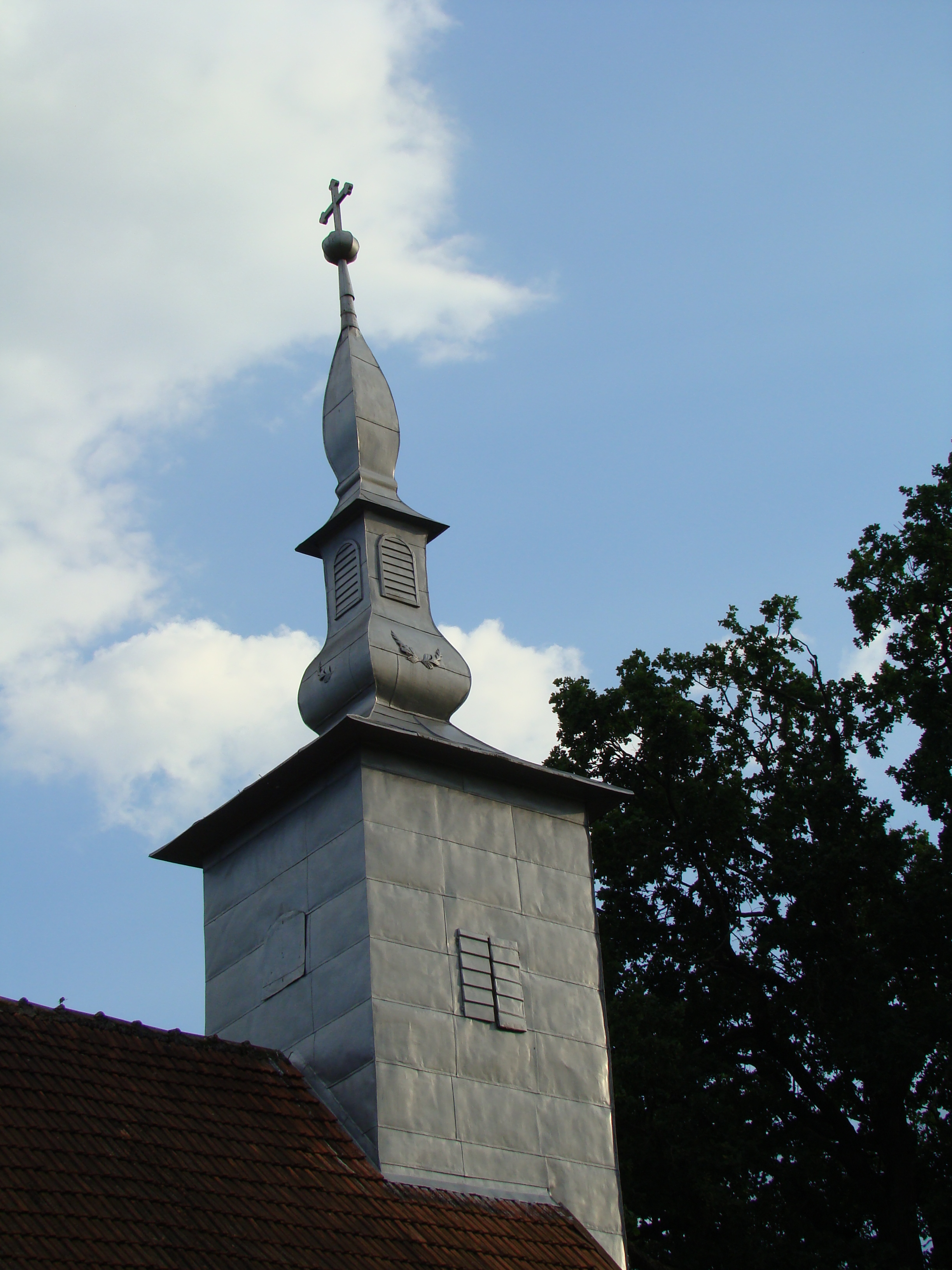
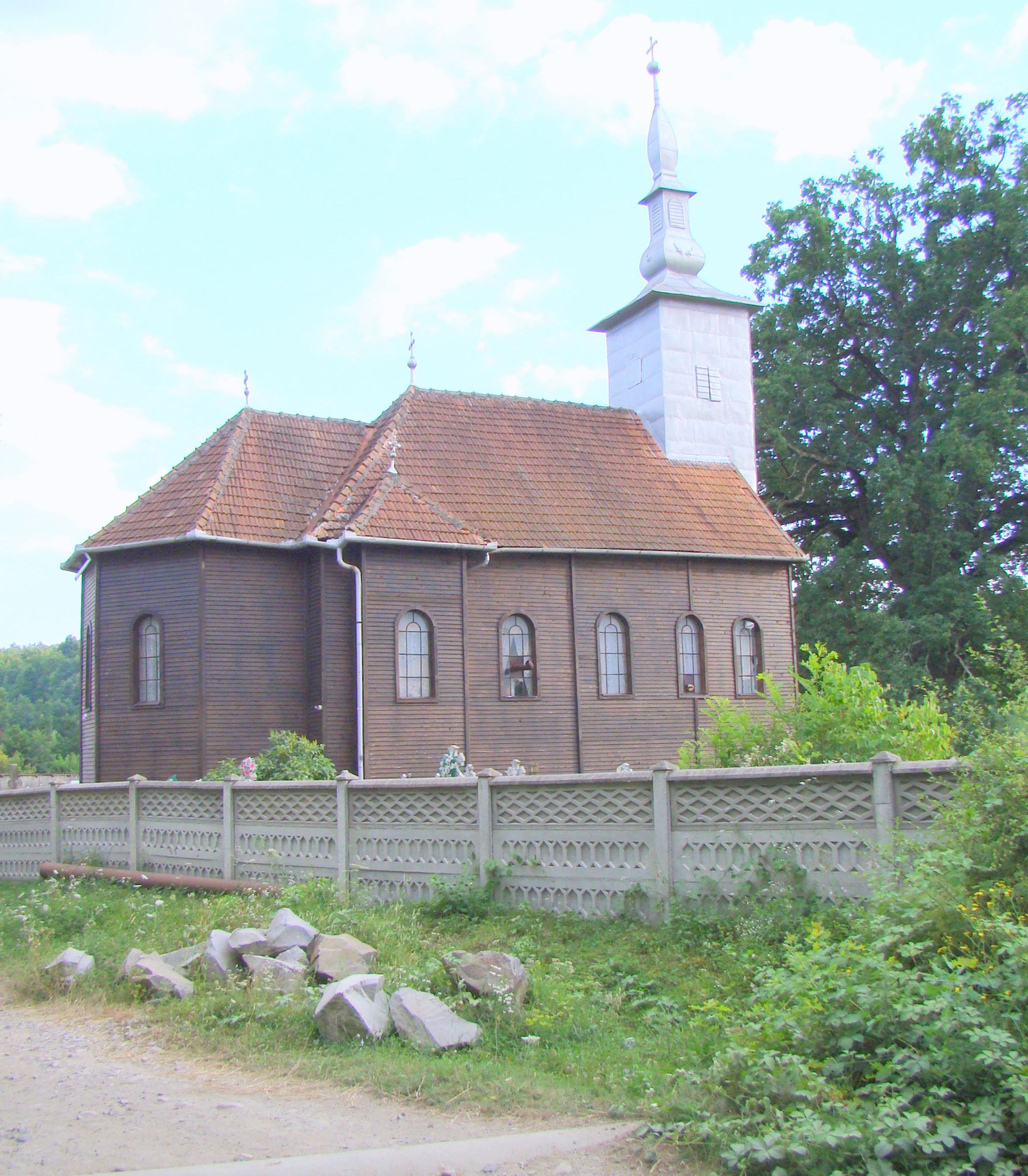
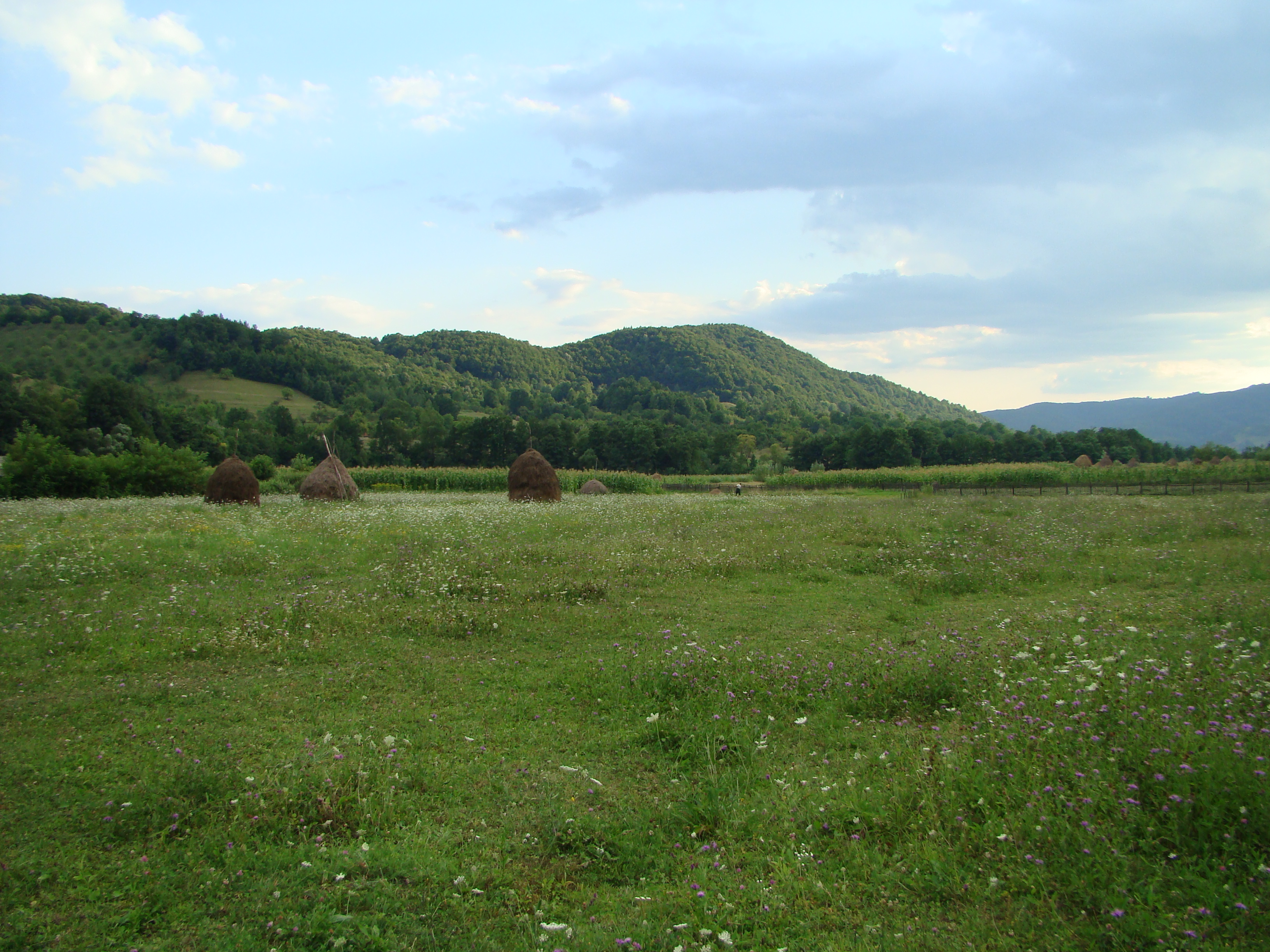